# Eduard Krell
Eduard Krell (* 17. Juli 1805 in Meiningen; † 6. März 1879 ebenda) war ein deutscher Verwaltungsjurist.

## Leben
Krell studierte an der Universität Jena Rechtswissenschaft. Er wurde 1825 im Corps Franconia Jena recipiert und zeichnete sich zweimal als Consenior aus. Er trat in den Dienst der Stadt Meiningen. Als der Oberbürgermeister Kaspar Philipp Fromm als Landrichter nach Römhild ging, war Krell Zweiter Bürgermeister und Stadtschreiber. In jener Zeit hatte er sämtliche Geschäfte des Magistrats und der Polizei zu besorgen. Am 7. April 1846 wurde er zum Herzoglichen Oberbürgermeister und Residenzpolizeidirektor ernannt. Nach 28 Dienstjahren trat er 1874 im 69. Lebensjahr in den Ruhestand.